# Christophe Martin
Christophe Martin (Doornik, 21 februari 1975) is een Belgische profvoetballer die onder contract staat bij RFC Tournai.

## Carrière
Martins profcarrière begon pas op late leeftijd. Daarvoor kwam hij als semiprof of amateur in uit voor AS Obigies, RRC Tournai, US Tournai, RFC Athois, RC Quevaucamps en RAEC Mons. In de zomer van 2001 tekende hij een contract bij Eredivisionist Willem II. Hij werd daar reservedoelman achter landgenoot en international Geert De Vlieger. Hij kwam 8 competitiewedstrijden in actie voor de Tilburgers. Hij werd een soort van cultheld in Tilburg. Niet vanwege zijn keeperskwaliteiten -die nog al eens ter discussie stonden- maar van zijn opmerkelijke gedrag rondom wedstrijden. Na wedstrijden haalde hij nogal eens vrolijke capriolen uit voor de supporters.
Na twee jaar keerde de Waal terug naar België. In totaal komt hij in 5 seizoenen tot 20 wedstrijden voor Excelsior Moeskroen. Sinds de zomer van 2008 speelt hij met fusieclub RFC Tournai in de Belgische Tweede Klasse.